# Сабиль
Сабиль, себиль (араб. سبيل‎) — вид фонтана в арабской архитектуре. Общественный источник питьевой воды, отдельно стоящее или пристенное сооружение, часто украшенное резьбой. В Османской империи сабили часто строили у пересечения дорог или возле мечетей для утоления жажды и омовений перед религиозными ритуалами. Считалось, что строительство сабилей подчёркивает важность правителя, и на многих были начертаны имена их устроителей.

## История
В Стамбуле XVI века сабили являлись символом общественного достояния. Жертвование денег на строительство сабиля считалось благочестивым делом. Многие сабили богато украшались орнаментальной резьбой и стихами, которые образовывали хронограмму даты постройки в цифрах абджадии. Сабили играли важную роль в общественной жизни до XX века, когда в дома пришёл водопровод.
В настоящее время сабили используются не по первоначальному назначению, многие разрушены.